# Juby Bustamante
María Jubilia Fernández Bustamante (Santander, 11 de septiembre de 1938 - Madrid, 10 de julio de 2014), más conocida como Juby Bustamante, fue una periodista española.

## Trayectoria profesional
Hija del periodista deportivo Agustín Fernández «Langarita», inició su carrera en el diario cántabro Alerta de su Santander natal, pero pronto se trasladó a Madrid en donde colaboró con La Estafeta Literaria. Se especializó en periodismo cultural, aunque colaboró en otras informaciones. Fue firma destacada de la etapa de la transición española. En palabras de la periodista Nativel Preciado "era una narradora fascinante y tenía un contundente estilo literario".
Trabajó en el Diario Madrid, cerrado en 1971 por la dictadura del general Franco. De allí pasó a la revista Cambio 16 desde donde formó parte del equipo fundador de Diario 16. Abandonó el periódico en 1982 para incorporarse al ministerio de Cultura como jefa de prensa de Javier Solana, durante la  etapa de Felipe González, donde permaneció hasta 1988. Con la llegada de Jorge Semprún al ministerio, pasó a ser directora del gabinete del ministro. Tras su cese en 1991, fue nombrada directora de comunicación de la Fundación Thyssen-Bornemisza en donde permaneció hasta su jubilación en 2006.
Era esposa del también periodista Miguel Ángel Aguilar y madre de dos hijos, Miguel y Andrea.

## Reconocimientos
En 2011, durante el segundo gobierno de José Luis Rodríguez Zapatero, le fue concedida la medalla de oro al mérito en el trabajo.